# Cado
Cado o Cador è un personaggio del ciclo arturiano, dove compare come un parente di Re Artù e uno dei Cavalieri della Tavola Rotonda. Viene indicato come earl di Cornovaglia o Duca di Tintagel. Come per tutti i personaggi arturiani la sua storicità è dibattuta, ma potrebbe corrispondere a un sovrano di Dumnonia del V secolo.

## Leggenda
Cador viene menzionato per la prima volta da Goffredo di Monmouth nella Historia Regum Britanniae (1136) dove è definito parente di Artù, anche se l'esatta relazione tra i due non è specificata. Alcune fonti lo indicano come figlio di Gorlois e Igraine, e quindi fratellastro materno di re Artù, mentre opere successive come La morte di Artù di Thomas Malory lo definiscono suo "cugino". 
Secondo la tradizione Artù e Cador combatterono più volte insieme contro i sassoni e altri nemici, come per esempio nella famosa battaglia del Monte Badon.

## Storicità
Il personaggio letterario deriverebbe dal re Cado di Dumnonia, che successe al padre Gerren Llyngesoc. È probabile che la sua fortezza più importante fosse quella di South Cadbury, nel Somerset, dove l'archeologo Leslie Alcock ha portato alla luce resti architettonici di V/VI secolo. Il nome di questa località significa "Forte di Cado" e non c'è dubbio che fosse uno dei principali palazzi di Cado, sebbene gli studiosi abbiano tentato di metterlo in relazione con la Camelot di Artù. È invece probabile che Tintagel fosse una delle residenze estive del sud. Cado sarebbe morto agli inizi del VI secolo, secondo la tradizione nella battaglia di Camlann (537). Dopodiché fu sepolto a Condolden Barrow (o Cadon Barrow), vicino a Camelford, nel Cerniw.

## Relazioni familiari
Come accennato, a Cador vengono ascritte diverse ascendenze. Potrebbe essere figlio di Gorlois e Igraine, e quindi fratellastro di re Artù, oppure figlio di re Gerren Llyngesoc, considerato equivalente a Sir Geraint della Tavola Rotonda, che a sua volta è detto essere cugino materno di Artù. Cador viene anche indicato come cognato del re del Gwent Caradoc Freichfras, che avrebbe sposato sua sorella Gurguint. Tra i suoi figli vengono indicati Peredur, Cadoc, e Custennin, il quale sarebbe stato suo successore come re di Dumnonia con il nome di Costantino, e che è a sua volta considerato analogo a Costantino III, erede di Artù al trono di Britannia.